# Oxikodon

Strukturformel för oxikodon.

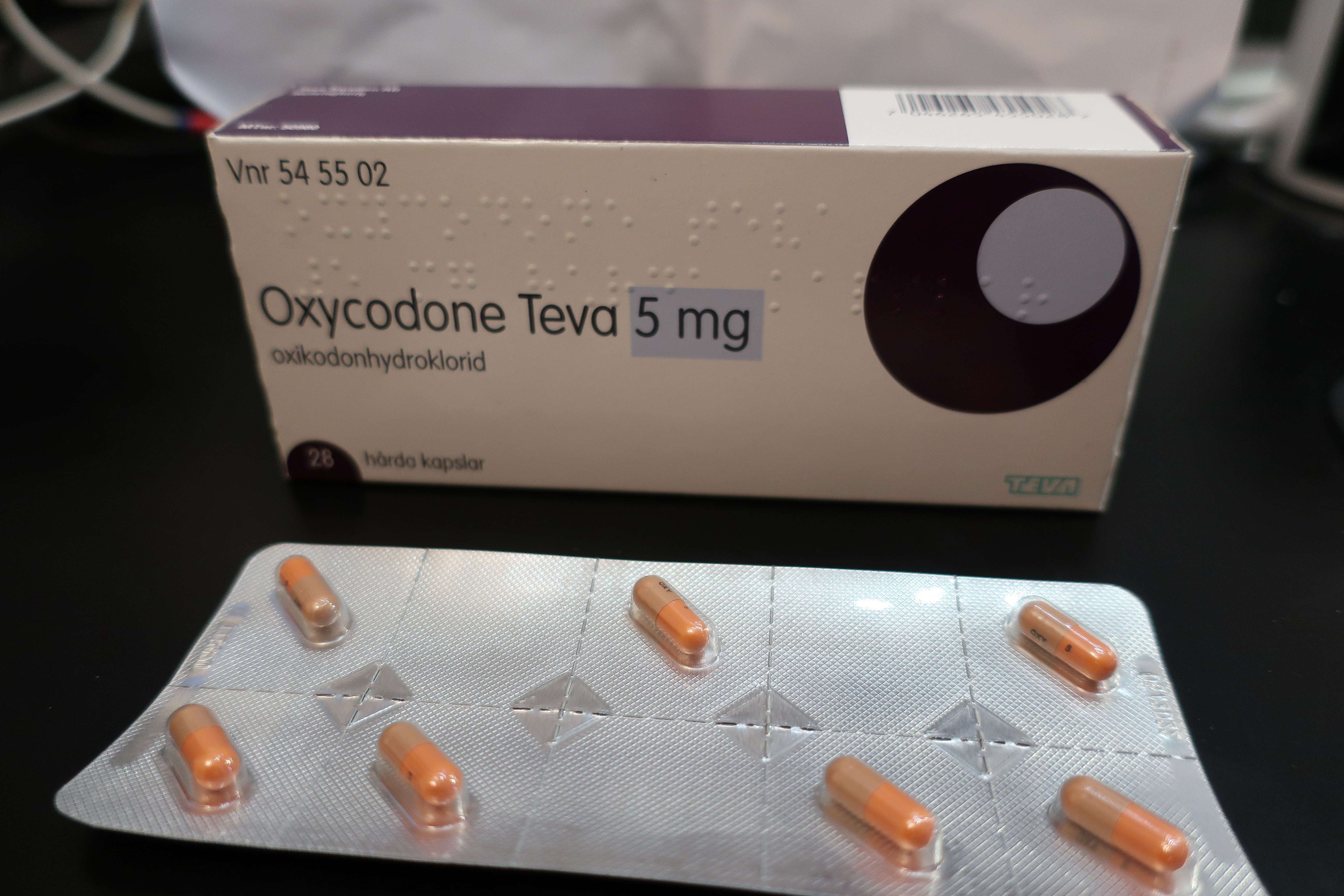
Oxycodone Teva 5 mg Svensk förpackning 28 kapslar

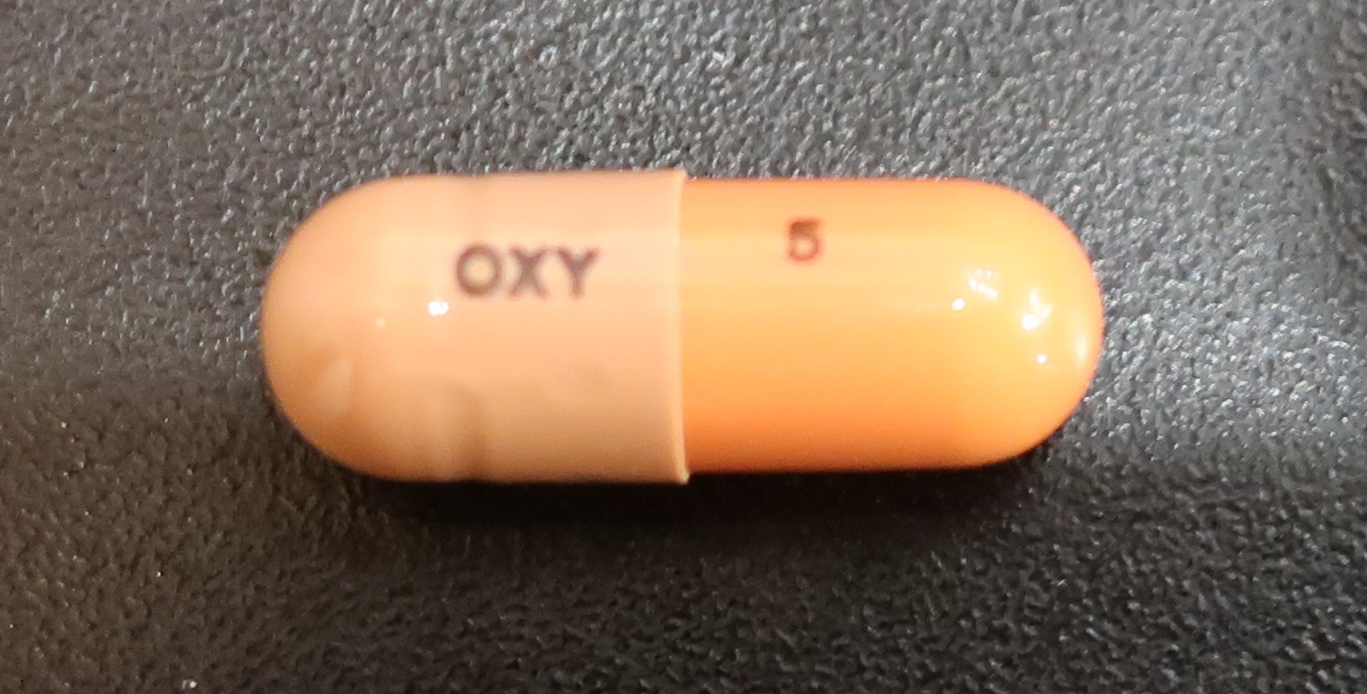
Oxycodone Teva 5 mg Kapsel Svensk

Oxikodon, summaformel C18H21NO4, är ett så kallat morfinderivat; det är ett halvsyntetiskt preparat med kraftigt smärtstillande effekt och härleds ur tebain (dimetylmorfin). Det används vid långvarig svår smärta, till exempel vid cancer.
Läkemedel som innehåller oxikodon är bland andra OxyNorm, OxyContin och Targiniq som alla säljs i Sverige av Mundipharma. 
Preparat innehållande oxikodon kan bland annat orsaka dåsighet, illamående och kräkningar. Sådana besvär brukar minska efter några dagars användning. Vissa kan få klåda, förstoppning och miktionsproblem (svårt att urinera). Förminskade pupiller och svårighet att andas är andra kända biverkningar.
Substansen är narkotikaklassad och ingår i förteckningen N I i 1961 års allmänna narkotikakonvention, samt i förteckning II i Sverige. Preparatet är kraftigt beroendeframkallande. I och med opioidkrisen i USA pågår[när?] ett tusental rättsprocesser om medlet. Anhöriga till patienter som dött av överdoser och ansvariga för sjukvården i olika delstater har stämt tillverkarna på grund av att så många dött av överdoser eller blivit beroende av medlet.

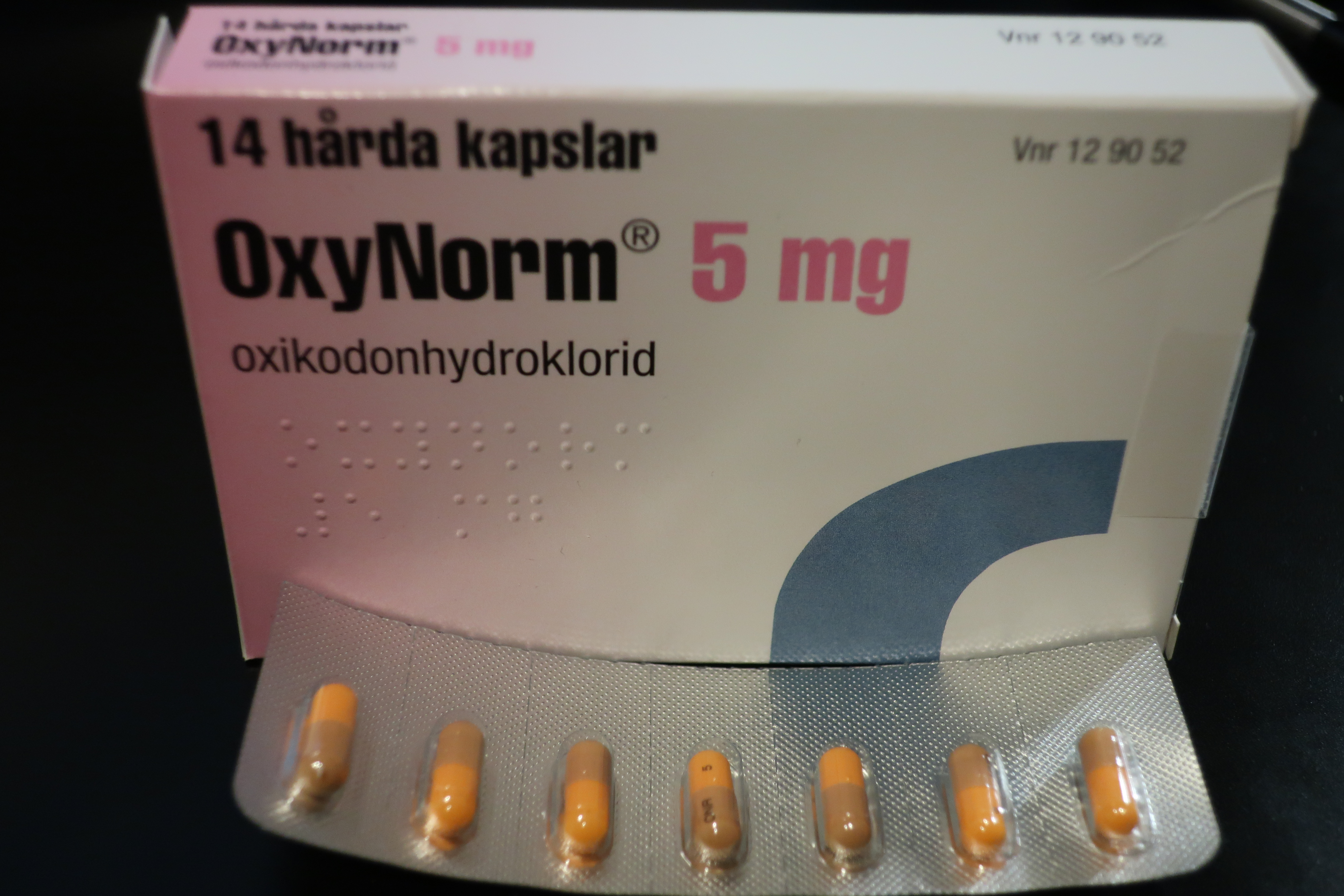
OxyNorm 5mg kapslar Svensk förpackning.